# پاولوفکا (شهرستان گافوریسکی، باشقیرستان)
پاولوفکا (انگلیسی: Pavlovka, Gafuriysky District, Republic of Bashkortostan) یک شهرک در شهرستان گافوریسکی استان باشقیرستان کشور روسیه است.